# Escudo de Baréin
El escudo de Baréin fue diseñado originariamente en 1933 por Charles D. Belgrave, consejero británico del emir, como armas reales de la familia gobernante. Con la proclamación de la independencia, en 1971, se adoptó como escudo estatal, que a diferencia del anterior no va timbrado con la corona real.
Es un escudo de gules, con el jefe dentado de cinco piezas de plata; los colores rojo y blanco son los tradicionales de los emiratos del golfo Pérsico y el diseño del escudo coincide con el de la bandera estatal. Alrededor del escudo, un lambrequín también de gules y plata, sin casco, elemento habitual de la práctica heráldica de raíz británica. Los dientes de plata de la cabeza quieren representar los Pilares de la fe islámica.[cita requerida]

## Historia
El Tratado Marítimo General de 1820 otorgó a Baréin el estatus de protección (no como un protectorado del Reino Unido). En 1932, el consejero del Gobernante, Charles Belgrave, diseñó un escudo de armas para el Gobernante, Isa ibn Ali Al Khalifa. El logro heráldico original era rojo con un jefe dentado de tres piezas de plata diseñado por una antigua corona heráldica de ocho puntas, con cinco visibles en las representaciones.
Después de que el Reino Unido se retirara de Baréin en 1971, se agregó un lambrequín de gules y plata, sin casco, al escudo de armas como símbolo de la soberanía independiente recién adquirida por la nación isleña. El lambrequín se muestra alrededor del escudo sin yelmo ni torso, de una manera inusual en la práctica heráldica tradicional. El escudo de armas principesco todavía mostraba la corona cuando se usaba como armas personales del emir, aunque la corona se modificó para mostrar puntos más pequeños entre el espacio de cada punto. Las armas que se muestran con el lambrequín sin corona se convirtieron en las armas de dominio de Baréin.
El dispositivo heráldico se modificó por última vez en 2002, cuando el emirato fue declarado reino por Hamad bin Isa Al Khalifa. El escudo permanece rojo, pero el jefe dentado blanco ahora incluye cinco piezas para representar los cinco pilares de la fe musulmana, en lugar de los tres como se supuso originalmente en 1932.
El diseño del escudo es casi idéntico al diseño de la bandera nacional, la única diferencia es que todo el diseño está girado de modo que el jefe del escudo aparece como el asta de la bandera.